# Eric Sione
Pour les articles homonymes, voir Sione.

a Compétitions nationales et continentales officielles uniquement.

Dernière mise à jour le 13 mai 2023.
Eric Sione, né le 29 octobre 1992 à Wellington (Nouvelle-Zélande), est un joueur néo-zélandais de rugby à XV qui évolue au poste de pilier.

## Palmarès

### En club
Champion de France Top14 2018